# どうよう BEST SELECTION
どうよう BEST SELECTION（どうよう ベスト・セレクション）は、日本コロムビアから発売されている童謡アルバムのシリーズ。全3タイトル。2016年7月1日発売。

## 概要
1994年発売の『どうようベスト・セレクション』をリニューアルする形で、2016年7月1日の「童謡の日」に発売。CDとハイレゾ配信で同時発売された。
発売にあたって、湯山昭が推薦の言葉を寄せている。

## 作品

### どうよう BEST SELECTION 〜ぞうさん・犬のおまわりさん〜
- ジャケットの色は、青。
- 規格商品番号は、COCN-1001。
- 1.ぞうさん
  - 歌：山野さと子、森の木児童合唱団
- 2.犬のおまわりさん
  - 歌：土居裕子
- 3.アイアイ
  - 歌：林アキラ、森みゆき
- 4.やぎさんゆうびん
  - 歌：山野さと子
- 5.とんぼのめがね
  - 歌：塩野雅子
- 6.おつかいありさん
  - 歌：濱松清香、林幸生、森の木児童合唱団
- 7.かわいいかくれんぼ
  - 歌：塩野雅子
- 8.ことりのうた
  - 歌：山野さと子
- 9.赤い鳥小鳥
  - 歌：白井安莉紗、白井真里奈
- 10.ちょうちょう
  - 歌：野田恵里子、森の木児童合唱団
- 11.ぶんぶんぶん
  - 歌：森の木児童合唱団
- 12.おはながわらった
  - 歌：鳥海佑貴子、森の木児童合唱団
- 13.あひるのスリッパ
  - 歌：真理ヨシコ
- 14.めだかの学校
  - 歌：森の木児童合唱団
- 15.あめふりくまのこ
  - 歌：山野さと子
- 16.ツッピンとびうお
  - 歌：堀江美都子
- 17.オバケなんてないさ
  - 歌：田中真弓
- 18.森のくまさん
  - 歌：山野さと子、森の木児童合唱団
- 19.メリーさんの羊
  - 歌：山野さと子、森の木児童合唱団
- 20.おんまはみんな
  - 歌：森の木児童合唱団
- 21.しまうまグルグル
  - 歌：神崎ゆう子、坂田おさむ
- 22.パンダうさぎコアラ
  - 歌：山野さと子
- 23.山のワルツ
  - 歌：神崎ゆう子
- 24.こんこんクシャンのうた
  - 歌：神崎ゆう子
- 25.あらどこだ
  - 歌：林アキラ、森みゆき
- 26.こぶたぬきつねこ
  - 歌：神崎ゆう子、坂田おさむ
- 27.げんこつやまのたぬきさん
  - 歌：山野さと子
- 28.おすもうくまちゃん
  - 歌：堀江美都子
- 29.揺籠のうた
  - 歌：近藤光子、コロムビアゆりかご会
- 30.きらきらぼし
  - 歌：鹿島かんな、鳥海佑貴子

### どうよう BEST SELECTION 〜おもちゃのチャチャチャ・サッちゃん〜
- ジャケットの色は、赤。
- 規格品番は、COCN-1002。
- 1.南の島のハメハメハ大王
  - 歌：堀江美都子 コーラス：こおろぎ'73
- 2.おもちゃのチャチャチャ
  - 歌：山野さと子、森の木児童合唱団
- 3.サッちゃん
  - 歌：山野さと子
- 4.おはなしゆびさん
  - 歌：神崎ゆう子、坂田おさむ
- 5.バナナのおやこ
  - 歌：森みゆき、坂田おさむ、瀬戸口清文
- 6.ぼくのミックスジュース
  - 歌：林アキラ コーラス：スカッシュ
- 7.とんでったバナナ
  - 歌：森みゆき
- 8.五匹の子ぶたとチャールストン
  - 歌：森みゆき
- 9.ピクニック・マーチ
  - 歌：肝付兼太、中尾隆聖、よこざわけい子
- 10.マーチング・マーチ
  - 歌：山野さと子、森の木児童合唱団
- 11.ぽかぽかてくてく
  - 歌：山野さと子、森の木児童合唱団
- 12.大きなくりの木の下で
  - 歌：林幸生、鹿島かんな、森の木児童合唱団
- 13.ロンドン橋
  - 歌：濱松清香、森の木児童合唱団
- 14.手をたたきましょう
  - 歌：山野さと子、森の木児童合唱団
- 15.むすんでひらいて
  - 歌：岡沼明美、森の木児童合唱団
- 16.山の音楽家
  - 歌：山野さと子
- 17.いとまきのうた
  - 歌：山野さと子、森の木児童合唱団
- 18.朝一番早いのは
  - 歌：林アキラ
- 19.とけいのうた
  - 歌：野田恵里子、濱松清香、森の木児童合唱団
- 20.はしれちょうとっきゅう
  - 歌：濱松清香、森の木児童合唱団
- 21.汽車ポッポ
  - 歌：山野さと子
- 22.はたらくくるま
  - 歌：堀江美都子、森の木児童合唱団
- 23.ふしぎなポケット
  - 歌：濱松清香
- 24.ドロップスのうた
  - 歌：山野さと子
- 25.アイスクリームの唄
  - 歌：山野さと子
- 26.おなかのへるうた
  - 歌：森みゆき
- 27.おべんとうばこのうた
  - 歌：神崎ゆう子、坂田おさむ
- 28.トマト
  - 歌：土居裕子
- 29.おにぎりころりん
  - 歌：堀江美都子
- 30.手をつなごう
  - 歌：鳥海佑貴子、森の木児童合唱団

### どうよう BEST SELECTION 〜大きな古時計・ドレミのうた〜
- ジャケットの色は、緑。
- 品番は、COCN-1003。
- 1.ドレミの歌
  - 歌：山野さと子、森の木児童合唱団
- 2.クラリネットをこわしちゃった
  - 歌：山野さと子
- 3.A・B・Cのうた
  - 歌：山野さと子、森の木児童合唱団
- 4.世界中のこどもたちが
  - 歌：山野さと子、中右貴久、森の木児童合唱団
- 5.さんぽ
  - 歌：山野さと子、杉並児童合唱団
- 6.手のひらを太陽に
  - 歌：宮内良
- 7.わらいごえっていいな
  - 歌：神崎ゆう子、坂田おさむ、天野勝弘
- 8.お誕生日のうた
  - 歌：森の木児童合唱団
- 9.ホ!ホ!ホ!
  - 歌：林アキラ、森みゆき
- 10.そうだったらいいのにな
  - 歌：林アキラ、森みゆき、瀬戸口清文、NHK東京児童合唱団
- 11.北風小僧の寒太郎
  - 歌：大倉正丈、コロムビアゆりかご会
- 12.かえるの合唱
  - 歌：山野さと子、森の木児童合唱団
- 13.うみ
  - 歌：野田恵里子、森の木児童合唱団
- 14.こいのぼり
  - 歌：鳥海佑貴子、森の木児童合唱団
- 15.たなばたさま
  - 歌：野田恵里子、森の木児童合唱団
- 16.シャボン玉
  - 歌：山野さと子、森の木児童合唱団
- 17.夕焼け小焼け
  - 歌：山野さと子 コーラス：森の木児童合唱団
- 18.証城寺の狸囃子
  - 歌：森の木児童合唱団
- 19.どんぐりころころ
  - 歌：林幸生、森の木児童合唱団
- 20.松ぼっくり
  - 歌：森の木児童合唱団
- 21.お猿のかごや
  - 歌：濱松清香、森の木児童合唱団
- 22.赤とんぼ
  - 歌：山野さと子
- 23.ちいさい秋みつけた
  - 歌：土居裕子
- 24.たき火
  - 歌：長田幸子、コロムビアゆりかご会
- 25.ねこふんじゃった
  - 歌：山野さと子
- 26.おしょうがつ
  - 歌：山野さと子、森の木児童合唱団
- 27.うれしいひなまつり
  - 歌：山野さと子、森の木児童合唱団
- 28.一年生になったら
  - 歌：濱松清香、林幸生、森の木児童合唱団
- 29.思い出のアルバム
  - 歌：白井安莉紗、大澤秀坪、小村知帆、森の木児童合唱団
- 30.大きな古時計
  - 歌：仁科竹人